# SK Beveren (4068)
Pour les articles homonymes, voir Beveren.
Ne pas confondre avec le KSK Beveren, porteur du matricule 2300, un club de football, deux fois champion de Belgique.
 (septembre 2022).
Actualités
Dernière mise à jour : 7 septembre 2023.
Le Sportkring Beveren familièrement abrégé en SK Beveren est un club de football belge localisé dans la commune de Beveren dans le Pays de Waes, (en néerlandais : Waasland), en Flandre-Orientale. Fondé en 1936, le club est porteur du matricule 4068. Ses couleurs sont jaune et bleu. Il évolue en Division 1B lors de la saison 2023-2024.
Au début de la saison 2023-2024, l'appellation « SK Beveren » reste une question de marketing car pour la Fédération le nom officiel du cercle est toujours K. RS Waasland-SK Beveren ! voir ci-dessous
Waasland-Beveren est le résultat d'un déménagement, en vue de la saison 2010-2011, de l'équipe fanion du KV Red Star Waasland vers le Freethiel de Beveren après que le KSK Beveren a annoncé, en avril 2010, l'arrêt de ses activités au terme de la saison en cours. Les deux clubs concernés ont souhaité fusionner mais leur demande arrive hors des délais prescrits pour être entérinée pour la saison suivante.
À la suite de ce rapprochement, le club se dote d'un nouveau logo, reprenant la couronne de Société Royale et les deux lions qui figuraient sur l'emblème du K. SK Beveren, qui jouxtent désormais une « Red Star ». Pas de fusion donc, le matricule 2300 du K. SK Beveren est toujours actif, avec une équipe "Dames".

## Litige de dénomination
Durant une décennie (2011-2021), le matricule 4068 s'appelle K. RS Waasland-SK Beveren, familièrement abrégé « Waasland-Beveren ». L'envie de reprendre officiellement l'appellation du matricule 2300 (« K. SK Beveren », ancien champion national) est présente mais un litige empêche de mener le projet à bien: concrètement le matricule 2300 est toujours actif avec une équipes « DAMES ».
Durant ces dix ans, progresse une entité créée en juillet 2011 sous le nom de Yellow Blue SK Beveren et le « matricule 9577 ». Arrivé en « P2 », en 2019, le club prend en juillet 2020 le nom de Supporters Kring Beveren . C'est avec cette dénomination que le club est champion de P2 et monte parmi l'élite provinciale est-flandrienne. Le 1er juillet 2022, le matricule 9577 fusionne avec le « 2300 » qui est conservé. Quelle appellation pour ce club ?
Les tractations et négociations entre les matricule 4068 et 2300 aboutissent en juin 2022. Les deux entités s'accordent pour arborer de concert le logo historique du matricule 2300. Celui ci porte le nom de « KSK Beveren » alors que le 4068 est autorisé à afficher le nom de « Beveren SK » (bien que pour la Fédération le nom de K. RS Waasland-SK Beveren reste le nom officiel !) .
Cette situation résulte du réglement de la fédération belge de football qui interdit de réutiliser un « ancien nom de club » moins de 5 ans (auparavant 10 ans) après l'arrêt de ce club. Or, le matricule 2300 étant resté actif avec l'équipe « Dames », la dénomination « K. SK Beveren » n'avait pas disparu dans l'acception réglementaire du terme.

## Histoire

### Genèse du club
Le club est fondé près du parc récréatif « De Ster » à proximité d'Haasdonk, le 1er mai 1936. Le club reçoit le nom de FC Red Star Nieuwkerken/Waas. L'instigateur de la création est Robert Waterschoot. Il devient président en 1943 et le reste durant 50 ans.
Evoluant d'abord dans la Vlaamse Voetbal Bond (VVB), une ligue rivale de l'URBSFA, le club rejoint l'Union Belge en 1944 sous la dénomination de FC Red Star Haasdonk. Le club se voit attribuer le matricule 4068.
Dès 1948, le club atteint la plus haute division provinciale de Flandre-Orientale, appelée alors 2e Provinciale. Par après, le club rétrograde dans les séries provinciales et n'en rejoint l'élite qu'en 1961. Au fil des saisons, le FC Red Star Haasdonk recule et/ou remonte dans les divisions de sa province, se retrouvant même parfois en 4e provinciale, le plus bas niveau possible du football belge.
C'est à partir de la saison 1979-1980 que le matricule 4068 commence à progresser lentement mais sûrement dans la hiérarchie. En 1993, Robert Waterschoot se retire et cède le flambeau à Melchior Roosens, qui est toujours en fonction en 2011. En 1994-1995, le FC Red Star Hassdonk monte en 2e provinciale, et joue la tête d'emblée.
Parvenu en 1e provinciale en 1996, le matricule 4068 décroche le titre provincial en 1999-2000. Accédant pour la première fois de son Histoire aux séries nationales, il poursuit par un second titre de rang qui le propulse en Division 3. En 2002, le club change de nom et devient le KFC Red Star Waasland à la suite d'un déménagement vers un stade situé à Belsele. En 2003, le club entre dans le giron du football rémunéré en accédant à la deuxième division.

### Accession au monde professionnel
En 2010, pour sa première campagne sous la nouvelle appellation, Waasland-Beveren remporte la première tranche du championnat (championnat divisé en 3 tranches de 10 matches), ce qui lui offre le droit de participer au tour final en fin de saison. Il y preste brillamment et manque la montée de peu, seulement battu 2-1 lors d'un test match contre le R. AEC Mons.
La saison suivante (2011-2012), enrichie de quelques renforts, l'équipe figure parmi les favoris du championnat de division 2 mais c'est le Sporting de Charleroi qui termine premier. Le noyau, emmené par Dirk Geeraerd réalise ses meilleurs résultats au second tour, avec l'arrivée au "mercato" de Jürgen Cavens et Tomasz Radzinski. Les Waaslandiens remportent la troisième tranche et se hissent à la deuxième place au classement général, s'octroyant le droit de disputer à nouveau le tour final.
Les "blauw en geel" dominent ce mini-championnat, auquel participaient également le KVC Westerlo, KAS Eupen et KV Ostende, et le 20 mai 2012, sur le terrain d'Ostende, le RS Waasland-SK Beveren accède pour la première fois à la Jupiler Pro League. Pour le grand public, il s'agit plus simplement d'un retour de Beveren au plus haut niveau national, la popularité du KSK Beveren ayant largement contribué au succès de l'association des deux clubs.

## Identité du club

### Évolution du blason

Logo du K. FC RS Waasland
Logo du Herleving RS Haasdonk
Ancien logo du Waasland-Beveren
Ancien Logo du Waasland-Beveren
Logo actuel du SK Beveren

## Palmarès et statistiques

### Titres et trophées
| Compétitions officielles | Compétitions internationales |
| - Championnat de Belgique de D2 - Vice-champion (1) - 2012. - Championnat de Belgique de D3 - Champion (1) - 2004. - Championnat de Belgique de D4 - Champion (1) - 2001. |                              |
| Compétitions régionales | Tournois saisonniers         |
| |                              |

### Bilan
Statistiques mises à jour le 3 décembre 2024 (terme de la saison 2023-2024)
| Niv | Divisions     | Jouées | Titres | TM Up | TM Down |
| --- | ------------- | ------ | ------ | ----- | ------- |
| I   | 1re nationale | 9      | 0      |       | 1       |
| II  | 2e nationale  | 11     | 0      | 4     |         |
| III | 3e nationale  | 3      | 1      |       |         |
| IV  | 4e nationale  | 1      | 1      |       |         |
| V   | 5e nationale  | 0      | 0      |       |         |
|     |               |        |        |       |         |
|     | TOTAUX        | 24     | 2      | 4     | 1       |

- TM Up : test-match pour départager des égalités, ou toutes formes de Barrages ou de Tour final pour une montée éventuelle.
- TM Down : test-match pour départager des égalités, ou toutes formes de Barrages ou de Tour final pour le maintien.

### Saisons
| Ordre | Saison  | Nom du club               | Niveau             | Classement final | Remarques                                                                  |
| ----- | ------- | ------------------------- | ------------------ | ---------------- | -------------------------------------------------------------------------- |
| 1     | 2000-01 | K. FC Red Star Haasdonk   | Promotion série B  | Champion         | Promu                                                                      |
| 2     | 2001-02 | K. FC Red Star Haasdonk   | Division 3 série A | 6e/16            |                                                                            |
| 3     | 2002-03 | K. FC Red Star Waasland   | Division 3 série A | 8e/16            |                                                                            |
| 4     | 2003-04 | K. FC Red Star Waasland   | Division 3 série A | Champion         | Promu                                                                      |
| 5     | 2004-05 | K. FC Red Star Waasland   | Division 2         | 5e/18            | Tour final                                                                 |
| 6     | 2005-06 | K. FC Red Star Waasland   | Division 2         | 4e/18            |                                                                            |
| 7     | 2006-07 | K. FC Red Star Waasland   | Division 2         | 14e/18           |                                                                            |
| 8     | 2007-08 | K. FC Red Star Waasland   | Division 2         | 15e/19           |                                                                            |
| 9     | 2008-09 | K. FC Red Star Waasland   | Division 2         | 4e/19            | Tour final                                                                 |
| 10    | 2009-10 | K. FC Red Star Waasland   | Division 2         | 6e/18            |                                                                            |
| 11    | 2010-11 | K. RS Waasland Beveren SK | Division 2         | 4e/18            | Tour final                                                                 |
| 12    | 2011-12 | K. RS Waasland Beveren SK | Division 2         | 2e/18            | Promu                                                                      |
| 13    | 2012-13 | K. RS Waasland Beveren SK | Division 1         | 13e/16           | Play-offs 2                                                                |
| 14    | 2013-14 | K. RS Waasland Beveren SK | Division 1         | 14e/16           | Play-offs 2                                                                |
| 15    | 2014-15 | K. RS Waasland Beveren SK | Division 1         | 14e/16           | Play-offs 2                                                                |
| 16    | 2015-16 | K. RS Waasland Beveren SK | Division 1         | 12e/16           | Play-offs 2                                                                |
| 17    | 2016-17 | K. RS Waasland Beveren SK | Division 1A        | 14e/16           | Play-offs 2                                                                |
| 18    | 2017-18 | K. RS Waasland Beveren SK | Division 1A        | 12e/16           | Play-offs 2                                                                |
| 19    | 2018-19 | K. RS Waasland Beveren SK | Division 1A        | 15e/16           | Play-offs 2                                                                |
| 20    | 2019-20 | K. RS Waasland Beveren SK | Division 1A        | 16e/16           | Repêché Saison arrêtée après 29 journées en raison de la crise du Covid-19 |
| 21    | 2020-21 | K. RS Waasland Beveren SK | Division 1A        | 17e/18           | Relégué via barrage                                                        |
| 22    | 2021-22 | K. RS Waasland Beveren SK | Division 1B        | 3e/8             |                                                                            |
| 23    | 2022-23 | SK Beveren                | Division 1B        | 2e/12            |                                                                            |
| 24    | 2023-24 | SK Beveren                | Division 1B        | 8e/16            |                                                                            |
| 25    | 2024-25 | SK Beveren                | Division 1B        | .../16           |                                                                            |

## Personnalités du club

### Entraîneurs
De la saison 1960-1961 à la saison 2019-2020, 30 entraîneurs se sont succédé à la tête de Waasland-Beveren.
| Rang | Nom                 | Période   |
| ---- | ------------------- | --------- |
| 1    | August Van Steelant | 1961-1966 |
| 2    | Frans Stroobants    | 1966-1969 |
| 3    | Theo Martens        | 1969-1970 |
|      | Entraîneur inconnu  | 1970-1992 |
| 4    | Willy Verheyen      | 1992-1993 |
| 5    | Dirk Poppe          | 1993-1995 |
| 6    | Franky Janssens     | 1995-1999 |
| 7    | Chris Andries       | 1999-2001 |
| 8    | Peter Van Wambeke   | 2001-2002 |
| 9    | Rudi Verkempinck    | 2002-2004 |

| Rang | Nom                  | Période   |
| ---- | -------------------- | --------- |
| 10   | Thierry Pister       | 2004      |
| 11   | Danny De Maesschalck | 2004-2005 |
| 12   | Dirk Geeraerd        | 2005-2006 |
| 13   | Benny Lobijn         | 2006      |
| 14   | Regi Van Acker       | 2006-2007 |
| 15   | Rudi Verkempinck (2) | 2007-2008 |
| 16   | Bart De Roover       | 2008-2010 |
| 17   | Dirk Geeraerd        | 2010-2012 |
| 18   | Glen De Boeck        | 2012-2013 |

| Rang | Nom                 | Période   |
| ---- | ------------------- | --------- |
| 19   | Bob Peeters         | 2013-2014 |
| 20   | Ronny Van Geneugden | 2014      |
| 21   | Guido Brepoels      | 2014-2015 |
| 22   | Stijn Vreven        | 2015-2016 |
| 23   | Cedomir Janevski    | 2016-2017 |
| 24   | Philippe Clement    | 2017      |
| 25   | Sven Vermant        | 2017-2018 |
| 26   | Yannick Ferrera     | 2018      |
| 27   | Adnan Čustović      | 2018-2019 |
| 28   | Arnauld Mercier     | 2019-2020 |
| 29   | Dirk Geeraerd       | 2019-2020 |
| 30   | Nicky Hayen         | 2020-2021 |

### Anciens joueurs
- Renaud Emond
- Thibault Moulin
- Steeven Langil
- Zinho Gano
- Erdin Demir
- Siebe Schrijvers
- Nana Ampomah
- Cherif Ndiaye
- Ryota Morioka
- Isaac Kiese Thelin

## Structures du club

### Stades
- 1936 - 2002 : Robert Waterschootstadion près d'Haasdonk (près du parc récréatif De Ster) - 1.500 places.
- 2002 - 2010 : Puyenbekestadion à Belsele, une commune de l'entité Saint-Nicolas/Waas - 5.962 places.
- 2010 - ... : Freethielstadion à Beveren - 12.930 places.